# Porto Feliz
Porto Feliz – miasto i gmina w Brazylii, w stanie São Paulo. Znajduje się w mezoregionie Macro Metropolitana Paulista i mikroregionie Sorocaba.
W mieście ma siedzibę klub piłkarski Desportivo Brasil.